# Odznaka pamiątkowa I Korpusu Polskiego w Rosji

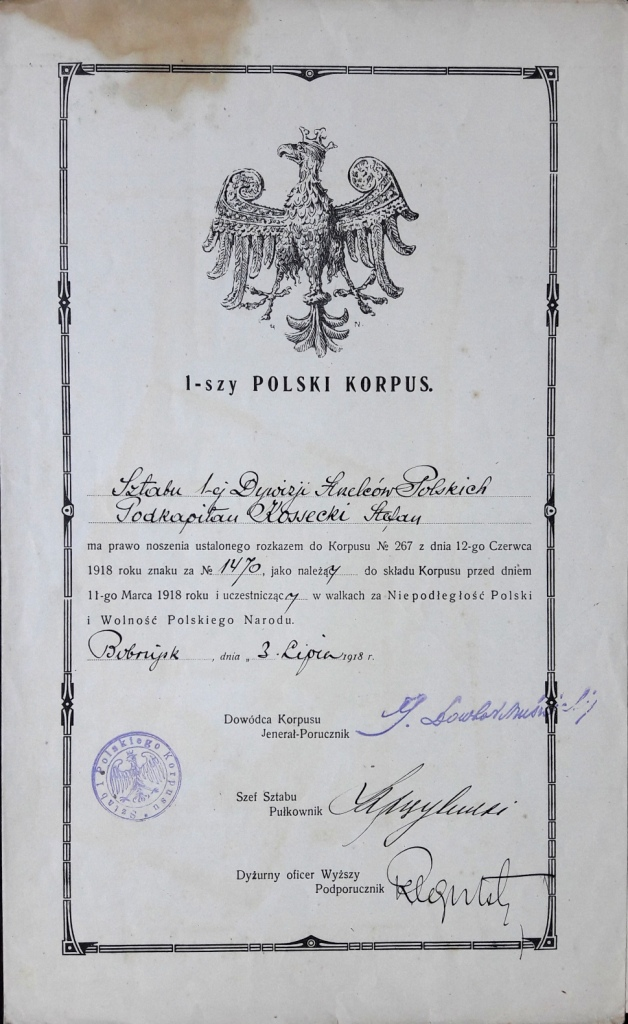
Patent odznaki I Korpusu

Odznaka pamiątkowa I Korpusu Polskiego w Rosji – odznaka ustanowiona rozkazem pożegnalnym z dnia 12 czerwca 1918 roku do zdemobilizowanych żołnierzy I Korpusu Polskiego w Rosji przez generała lejtnanta Józefa Dowbor-Muśnickiego.
Odznaką tą uhonorowani zostali wszyscy żołnierze Korpusu dla ściślejszego skojarzenia i odznaczenia naszej nielicznej wojskowej rodziny.
Odznakę  stanowił stalowy, oksydowany krzyżyk o wymiarach 39 × 22 mm, na którego dolnym, dłuższym ramieniu przymocowany został miniaturowy, srebrny orzełek wojskowy, osadzony na tarczy Amazonek. Na tarczy wytłoczono litery „1 K” (1 Korpus), pod tarczą dwie skrzyżowane szable. Spotykanych jest kilka odmian odznaki, m.in. różniących się wymiarami.